# Fritz Kruspersky
Fritz Kruspersky (* 28. Dezember 1911; † 29. Oktober 1996 in Passau) war ein deutscher Bühnenbildner und Maler.

## Ausbildung
Fritz Kruspersky legte 1930 an der Staatsoberrealschule in Troppau sein Abitur ab, studierte in Prag Architektur und Naturwissenschaften, sowie an der Akademie der Bildenden Künste bei den Professoren Emil Pirchan (Bühnenbild) und Karl Birk (Regie).
Er begann 1937 seine Tätigkeit als Bühnenbildner am Stadttheater in Troppau. 1939 übernahm er die praktische Ausbildung der Bühnenbildner für die deutsche Akademie für Darstellende Kunst. Nebenbei gründete er Laienspielgruppen und pflegte das Laienspiel.

## Karriere als Maler
Viele seiner Bilder erwarben die Museen in Troppau und Reichenberg,  die „Moderne Galerie“ in Prag und vor allem auch private Personen. Als im Krieg 1944 das Troppauer Theater schloss, war  Professor Kruspersky als Munitionsarbeiter in der Minerva, einem Rüstungsbetrieb, verpflichtet worden. Er geriet im Mai 1945 in den Hexenkessel von Prag und kam auf der Flucht vor den Russen und Tschechen schließlich abgerissen, verletzt und halb verhungert nach Haidmühle im Bayerischen Wald, wo seine Frau und Tochter Unterkunft fanden. Dort, abgeschnitten von der Welt, lebte man vom Holzsammeln, Beeren- und Pilzesuchen. Er hatte weder Papier, noch Leinwand und Farbe für den Broterwerb und künstlerisches Schaffen. Allmählich brachten Bauern Papier und Stifte und er malte nach Fotovorlagen gefallene Söhne und Väter.
Nach einer Krankheit musste sich Kruspersky auf das Malen beschränken. Das Ergebnis waren meist religiöse Motive, das Suchen nach dem Sinn des Lebens. In einer kleinen Kirche in Hinterschmiding, nördlich Passau, hat Kruspersky 1979 seinen letzten Kreuzweg geschaffen. Zweimal malte Kruspersky „Ackermann und der Tod“. Das zweite Mal 1980, als er seine Frau Christiana verlor.

## Karriere als Bühnenbildner
Fritz Kruspersky veröffentlichte 1950 im Verlag Höfling eine kleine Broschüre „Die Bühne des Laienspielers“.
1952 erhielt er die Möglichkeit in Passau und Landshut als Ausstatter und Bühnenbildner tätig zu sein.
Durch sparsamen Einsatz der Mittel erweckten seine Bühnenbilder Aufsehen und Bewunderung. 
Seine Tätigkeit als Bühnenbildner wurde von 1958 bis 1961 durch eine schwere Erkrankung beendet.

## Ausstellungen
Große Ausstellungen seiner Gemälde, Graphik, Zeichnungen und Bühnenbilder fanden im Haus „Deutscher Osten“ in München, in der „Veste Oberhaus“ in Passau und in Freising statt. 

## Auszeichnungen
Fritz Kruspersky erhielt 1983 einen kulturellen Ehrenbrief der Stadt Passau.

## Sonstiges
1974 erschien ein Katalog zur Ausstellung des Hauses des Deutschen Ostens im Zusammenwirken mit der Ackermann-Gemeinde mit Förderung der Sudetendeutschen Stiftung.